# Lotfi (film)
Pour les articles homonymes, voir Lotfi.
Pour plus de détails, voir Fiche technique et Distribution.
Lotfi (العقيد لطفي) est un film de guerre algérien qui retrace la vie et le parcours du Colonel Lotfi, réalisé en 2015 par Ahmed Rachedi.

## Synopsis
Le film relate le parcours militaire et politique de Benali Boudghène (alias Colonel Lotfi), un des chefs nationalistes algériens durant la Guerre d'Algérie.

## Fiche technique
- Titre : Lotfi
- Titre original : Lotfi
- Réalisation : Ahmed Rachedi& Sadek Bakhouche
- Scénario : Sadek Bakhouche
- Montage : Mounir Soussi
- Musique : Younes Bahri, Salah Samai
- Producteur : Ministère des Moudjahidine
- Société de production : BMA Productions, ARFILM Télécinex
- Pays d'origine : Algérie
- Langue : Arabe, Français
- Format : Couleur - 35 mm - 2,35:1 - Dolby Digital
- Genre : Guerre / Biopic
- Durée : 170 minutes (version cinéma)
- Date de sortie : 
  -  Algérie : 1er avril 2015 (avant-première) et 5 juin 2015 (sortie nationale)

## Analyse
Ce qui distingue ce film des autres films algériens traitant de la Guerre d'Algérie est le fait qu'il aborde les aspects politiques et les différends qu'il y avait au sein des chefs politiques et militaires qui dirigeaient la lutte armée pour l'indépendance, de façon franche, mais constructive.

## Accueil
Le film a reçu des critiques moyennes tant sur le plan historique que sur le plan technique, et ce malgré quelques imperfections signalées à la suite de l'avant-première, corrigées par la suite pour la première nationale qui a eu lieu dans le cadre du Festival International du film arabe à Oran  